# Schutzlos (2009)
Schutzlos ist ein deutscher Fernsehfilm von Regisseur René Heisig aus dem Jahr 2009. Er basiert auf dem Buch „Sie nahmen mir die Freiheit – Geständnisse einer Illegalen“ von Maria Moreno und Steffen Bayer. Carolina Vera spielt eine Ausländerin, die illegal und in ständiger Angst vor Entdeckung in Deutschland lebt.

## Handlung
María aus Honduras lebt illegal in einer deutschen Stadt. Als sie ihren Sohn Pablo und ihre Tochter Isabel nach Deutschland holen will, trennt sich ihr deutscher Freund, der Lehrer Jens, von ihr. Mit Putzjobs und der Arbeit in einer Großküche verdient sie etwas Geld um eine abgewohnte Wohnung zu mieten und zu renovieren. Zudem leiht sie sich illegal 2000 Euro für 1000 Euro Zinsen, um den Flug für ihre Kinder zu bezahlen. Die Kinder werden jedoch vom Zoll zurückgeschickt, weil sie ohne erwachsene Begleitperson eingereist sind und María sie ohne gültige Papiere nicht abholen kann. Der zweite Versuch, die Kinder nach Deutschland zu holen, gelingt. Isabel fühlt sich in Deutschland nicht heimisch. Beide Kinder leiden unter der ständigen Bedrohung, von der Polizei entdeckt und ausgewiesen zu werden. María kommt über ihren Ex-Freund Jens in Kontakt mit einer Schulleiterin, bei der sie die Kinder ohne Papiere anmelden kann. Marías Freundin Sami aus Marokko, die eine Beziehung mit einem befreundeten Obsthändler hat und von ihm schwanger ist, wird von der Polizei gefasst und abgeschoben. In der Schule wird bekannt, dass Pablo und Isabel sich illegal in Deutschland aufhalten. Als die Polizei eine afrikanische Familie aus der Nachbarschaft abholt – der Junge ist mit Pablo befreundet – bringt María ihre Kinder in die Wohnung des Versicherungsmathematikers Peter, bei dem sie einen Putzjob hat. Dieser freundet sich mit den Kindern an und bietet María an, ihn formal zu heiraten – ob man zusammen leben will, wird man später sehen. Dafür muss María nach Honduras zurückkehren, die erforderlichen Papiere besorgen und legal in Deutschland einreisen. Am Flughafen verabschiedet sie sich von ihren Kindern und Peter.

## Hintergrund
Schutzlos wurde zwischen dem 7. Oktober und 11. November 2008 in Augsburg und München gedreht. Der Film wurde am 28. Juni 2009 unter dem Titel Illegal auf dem Filmfest München uraufgeführt und am 26. April 2010 erstmals im ZDF ausgestrahlt. Die Zuschauerbeteiligung lag bei 4,56 Millionen und einem Marktanteil von 14,1 %, beziehungsweise 7,2 % bei den 14- bis 49-Jährigen.

## Kritiken
„Bewegendes Drama um die bundesdeutsche Ausländer- und Abschiebepolitik, die illegal eingereisten Personen ein offizielles Leben unmöglich macht und den ohnehin vorhandenen Leidensdruck verstärkt.“

## Auszeichnungen
- Fernsehbiber (bester Fernsehfilm) beim Filmfest Biberach 2009
- Nominierung für die Wettbewerbe des Fernsehfilm-Festivals Baden-Baden 2010
- Nominierung für die Goldene Kamera 2011 an Carolina Vera als Beste deutsche Schauspielerin
- Nominierung für den deutschen Hörfilmpreis 2011 (Sprecherin der Audiodeskription: Ulrike Stürzbecher)[3][4]